# Gryfice
Gryfice (německy Greifenberg in Pommern, latinsky Griphemberch) jsou okresní město v Polsku v Západopomořanském vojvodství ve stejnojmenném okrese. Leží na řece Reze, 70 km jihozápadně od Koszalina, 70 km severovýchodně od Štětína, 60 km východně od Svinoústí, 22 km jižně od břehů Baltského moře. Město je regionálně významným dopravním uzlem. V roce 2021 mělo 15 728 obyvatel.

## Historie
Město založil roku 1262 pomořanský vévoda Warcisław III. a osadil je německými kolonisty. Město dostalo název Nova civitas supra Regam (Nové město nad Regou), který byl později změněn na Griphemberch podle dynastie Greifenů. V roce 1365 se Gryfice díky přístavu na řece Rega staly hanzovním městem. Od roku 1648 patřily k unii Braniborsko-Prusko, od roku 1871 Německu a v roce 1945 byly připojeny k Polsku a přejmenovány na Zagórze, od roku 1946 nesou současné jméno.
V roce 1882 bylo město připojeno k železniční síti. V dobách Polské lidové republiky zde fungoval velký cukrovar.
K místním památkám patří gotický kostel Nanebevzetí Nejsvětější Panny Marie a zbytky středověkých hradeb s Prašnou věží. Ve městě sídlí železniční muzeum.

## Osobnosti
- Friedrich Heinrich Albert Wangerin (1844–1933), matematik
- Grzegorz Krychowiak (*1990), fotbalista

## Partnerská města
- Gryfów Śląski, Polsko, od roku 2008
- Güstrow, Německo, od roku 1997
- Meldorf, Německo, od roku 1997